# Buffalo Soldier

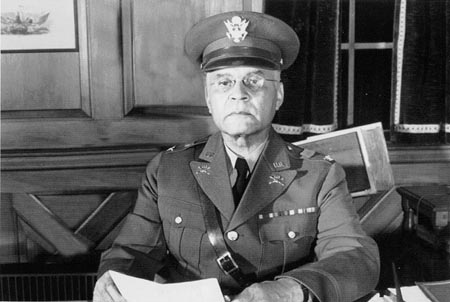
Benjamin Oliver Davis Sr. (1877–1970), seit 1940 erster schwarzer US-Brigadegeneral. Foto von 1940.

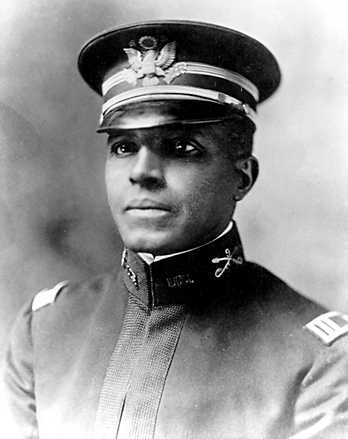
Hauptmann Charles Young (1864–1922), 9th Cavalry. Seit 1918 erster schwarzer Oberst der US-Streitkräfte. Foto um 1903. Ihm zu Ehren wurde 2013 das Charles Young Buffalo Soldiers National Monument eingerichtet.

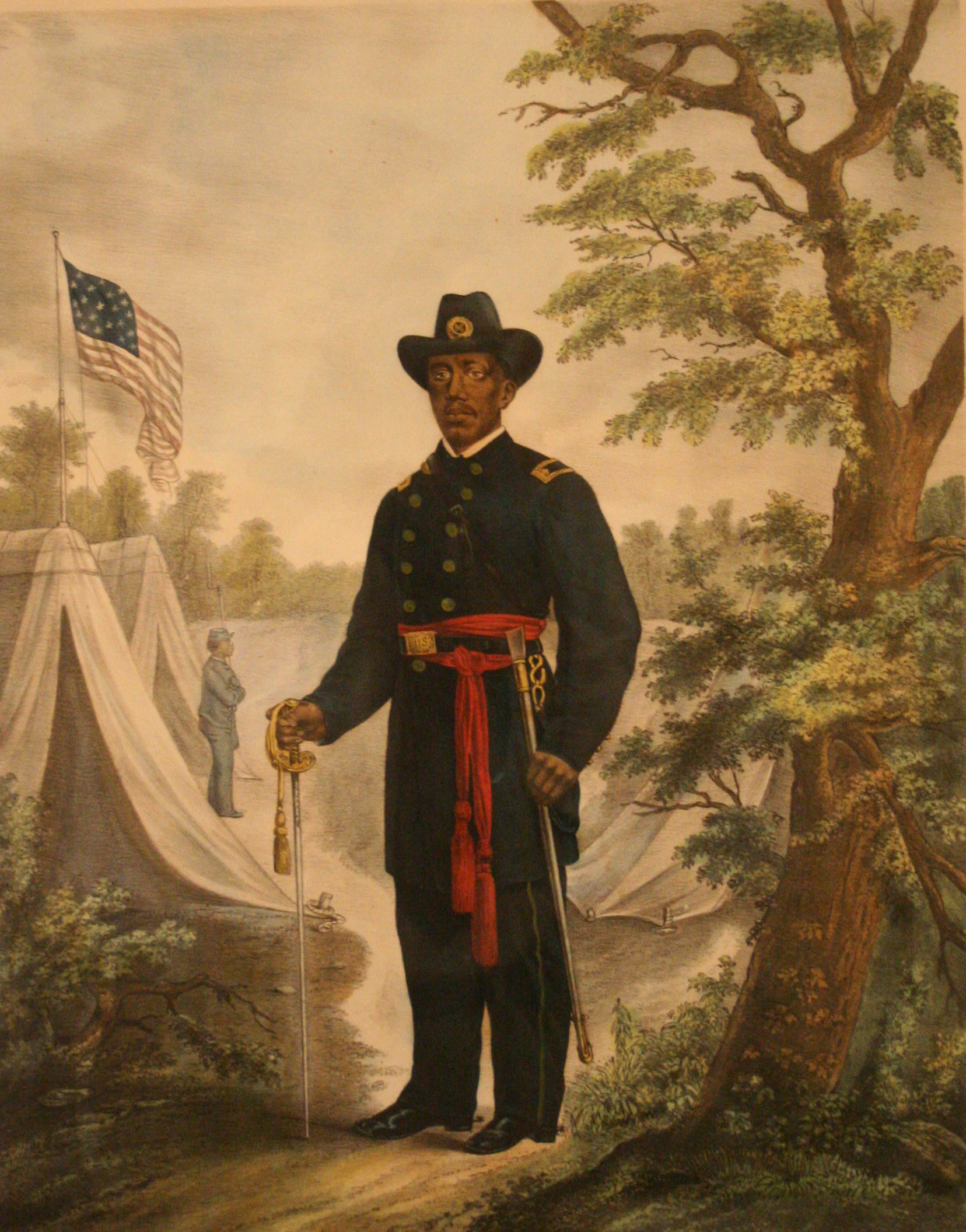
Mit Martin Robison Delany (1812–1885) erreichte 1865 erstmals ein Schwarzer den Majorsrang. Zeitgenössisches Gemälde.

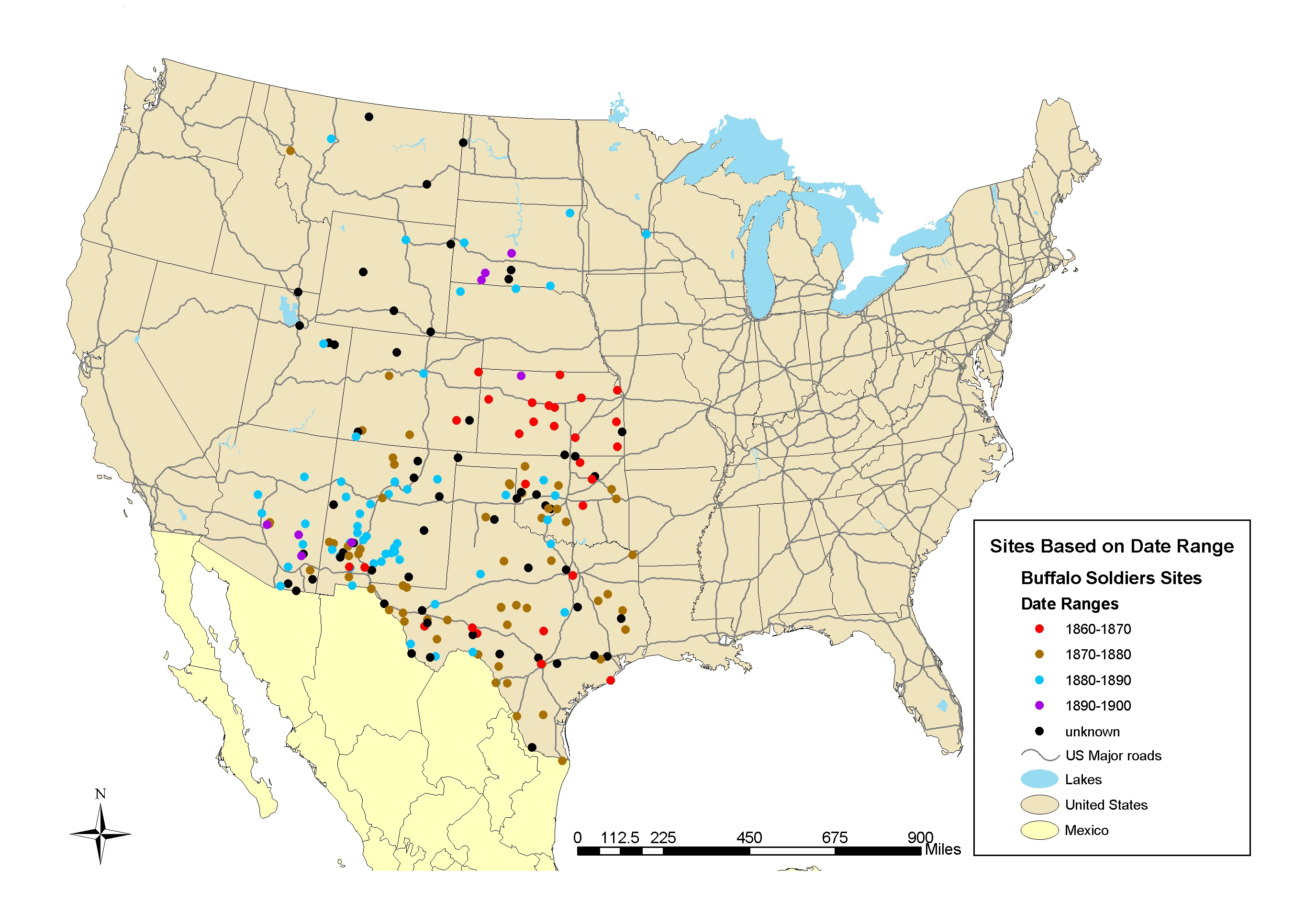
Einsätze der Buffalo Soldiers in den Indianerkriegen

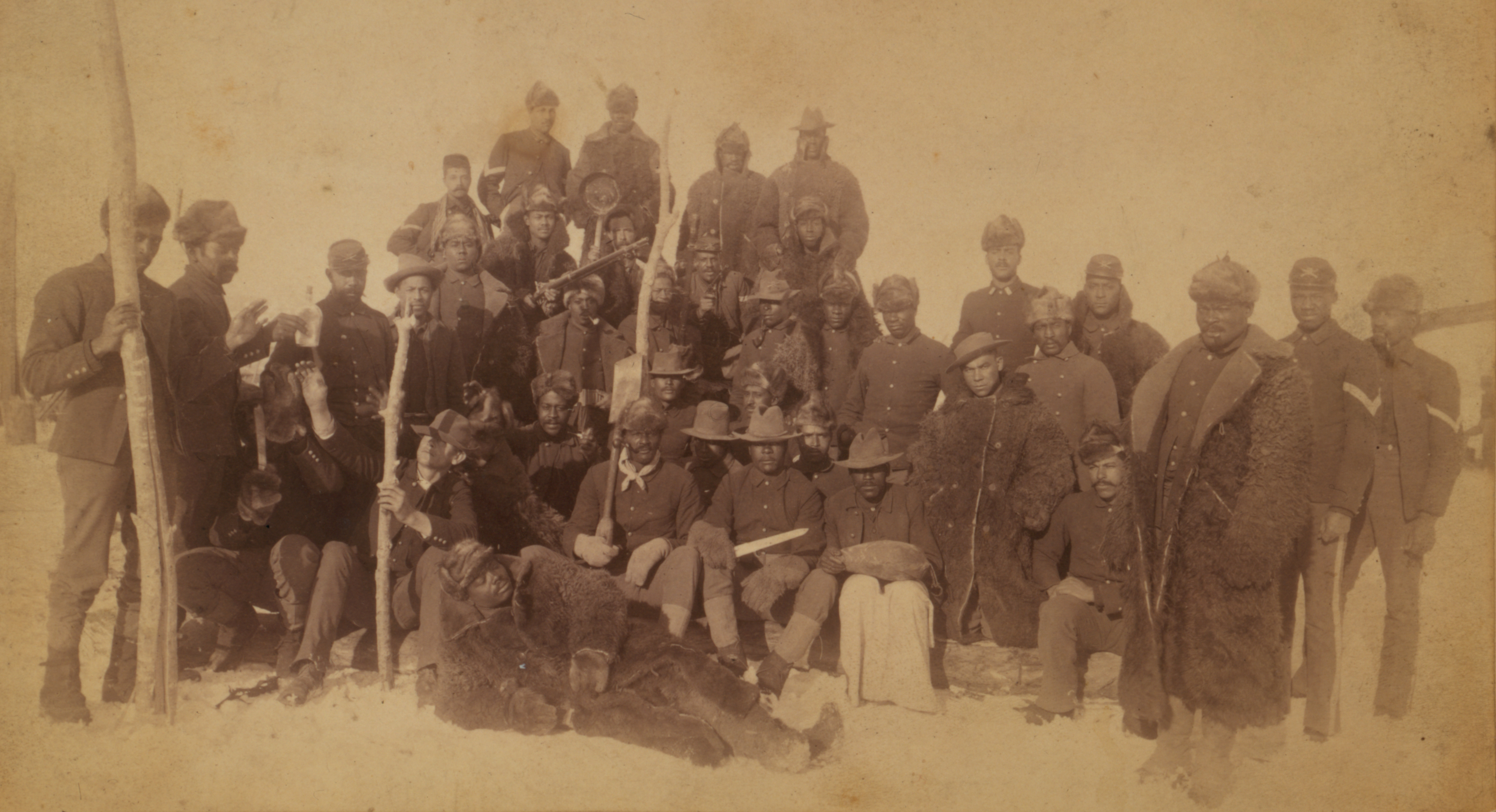
Einige der Soldaten des 25th Infantry Regiment tragen Büffelpelze, Fort Keogh, Montana, 1890.

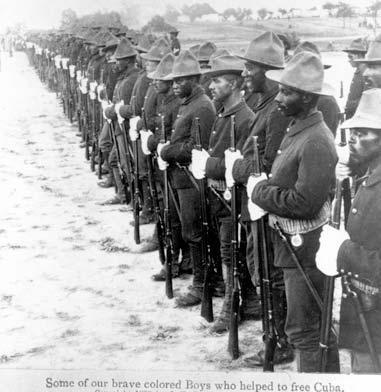
Soldaten der 10th Cavalry auf Kuba, Spanisch-Amerikanischer Krieg, 1890

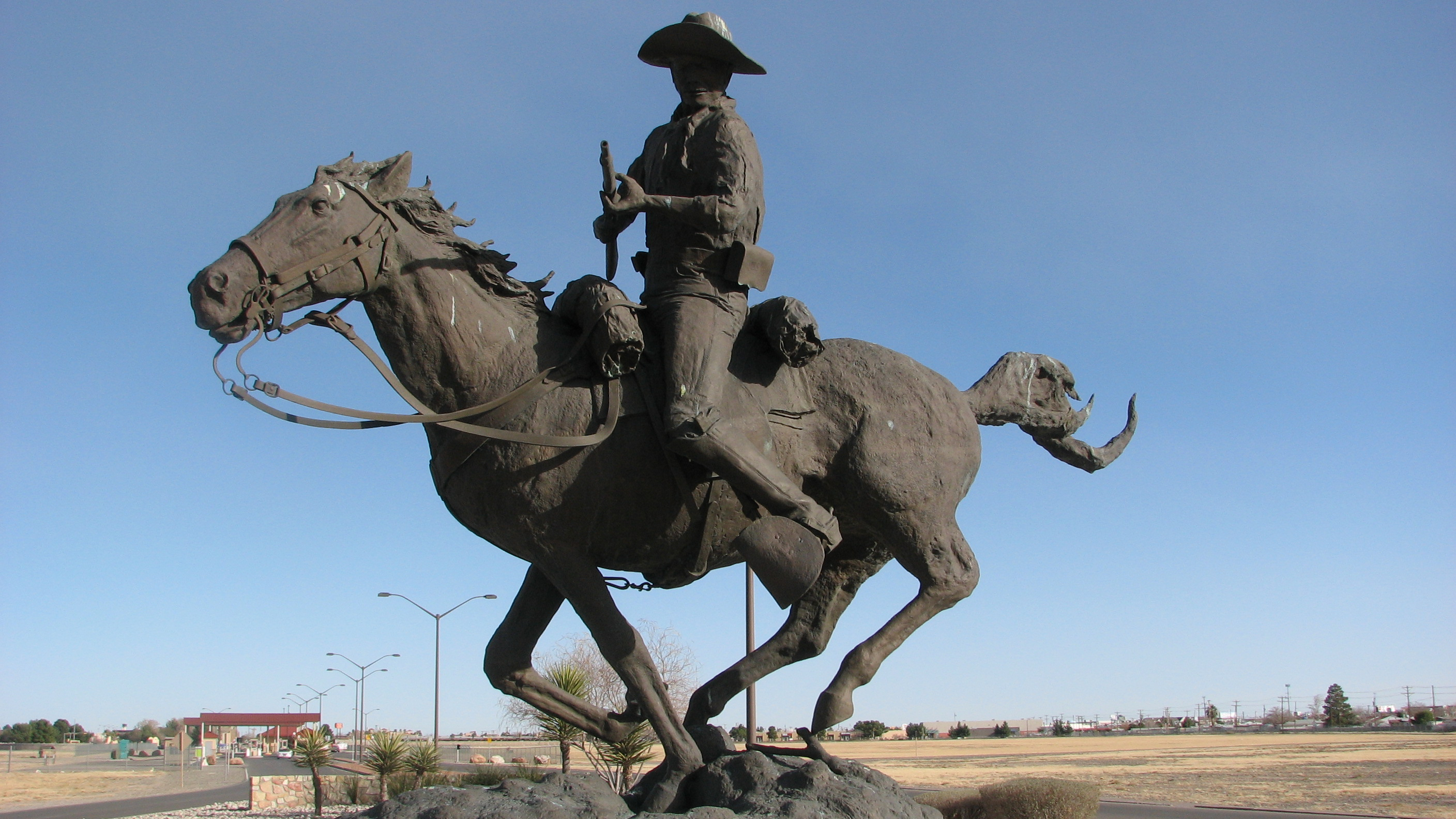
Buffalo Soldier Memorial, Fort Bliss, El Paso: The Errand of Corporal Ross’, I Troop, 9th Cavalry

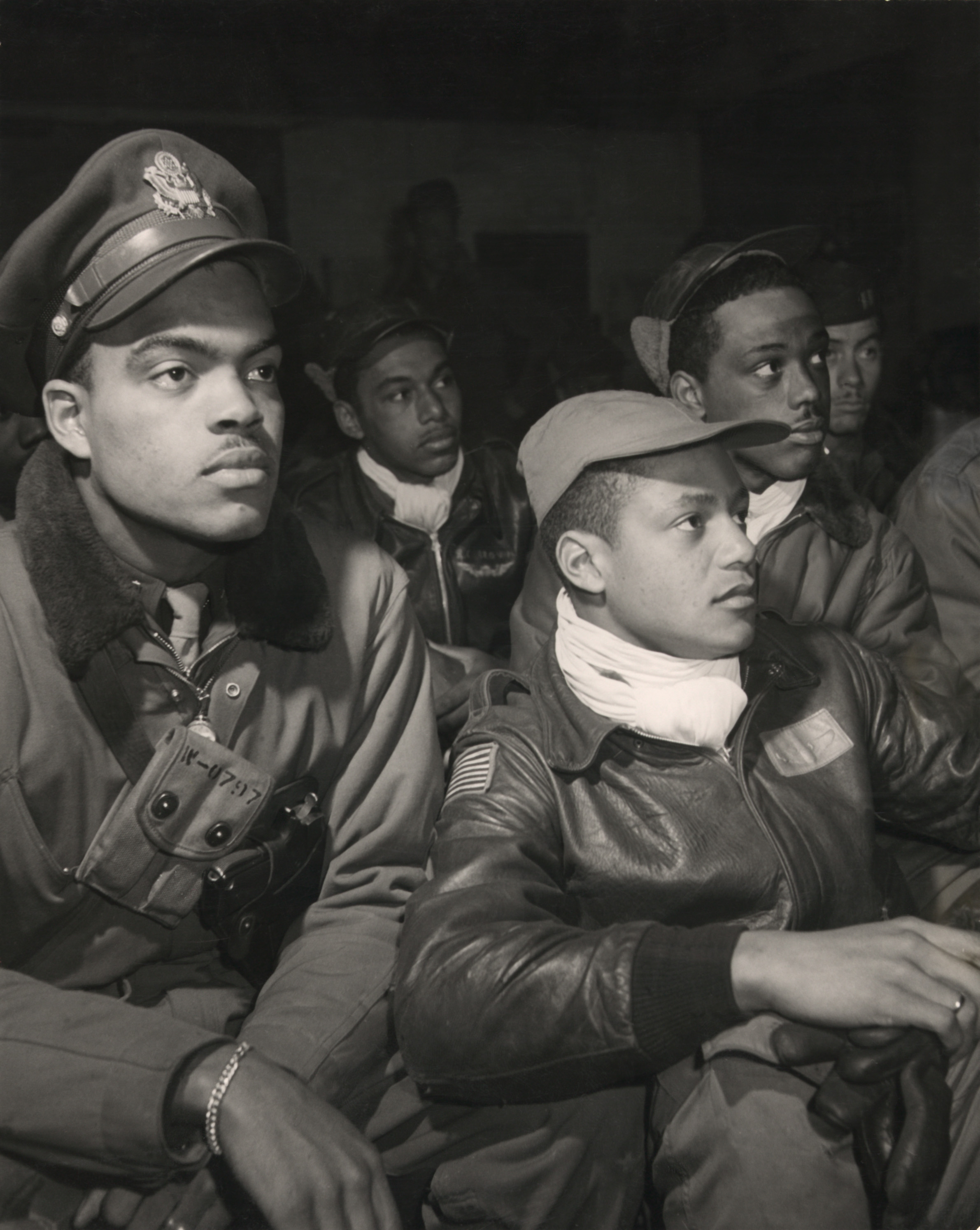
Angehörige der 332nd Fighter Group (Tuskegee Airmen) vor einem Briefing, Italien, März 1945,
Fotografie von Toni Frissell

Als Buffalo Soldiers (dt. Büffelsoldaten) bezeichneten die Indianer der Großen Ebenen (Great Plains) die Soldaten der afroamerikanischen Einheiten, die die Unionsarmee der Nordstaaten zum Ende des Sezessionskrieges (1861–1865) aufstellten.
Die häufig gelockte Haarpracht der schwarzen Soldaten erinnerte die Indianer an die Mähne eines Büffels, des nordamerikanischen Bisons (Buffalo).
Mit dem Lied Buffalo Soldier hat der Reggae-Musiker Bob Marley die Absurdität, dass ehemalige Sklaven als Soldaten gegen die amerikanischen Ureinwohner kämpfen mussten, thematisiert.

## Aufstellung und Einsatz im Sezessionskrieg

### Einsatz in den Streitkräften der Union
Die Aufstellung der „Farbigenregimenter“ (engl. „Coloured Regiments“) war politischen Rücksichtnahmen auf die mächtige Sklavenbefreiungsbewegung geschuldet. Aufgrund des großen Reservoirs an weißen Rekruten hätte es in den Nordstaaten der Aufstellung von „Farbigenregimentern“ nicht bedurft. In den Streitkräften herrschte von Beginn an das Prinzip der Rassentrennung, d. h. in den Einheiten dienten ausnahmslos Soldaten gleicher Hautfarbe. Die Offiziere der „Farbigenregimenter“ waren bis auf wenige Ausnahmen Weiße.
Die Buffalo Soldiers sahen sich rassistischen Anfeindungen ausgesetzt, weshalb sie oft nur zu Hilfsdiensten herangezogen wurden. Den Vorwurf mangelnder Kampftüchtigkeit widerlegten die wenigen in Schlachten eingesetzten „Farbigenregimenter“ mehrmals. Besonders tat sich das 54. Massachusetts Infanterieregiment unter Colonel Robert Gould Shaw 1863 beim Kampf um Charleston, insbesondere beim Angriff auf Fort Wagner hervor. Da die Truppen der Südstaaten „farbige“ Angehörige der Armee der Nordstaaten nicht als Kriegsgefangene ansahen und sie oft exekutierten oder in die Sklaverei zurückschickten, scheute die Armeeführung vor deren Einsatz zurück. Bekannt ist in diesem Zusammenhang das „Massaker von Fort Pillow“ (Henning, Tennessee), bei dem die Südstaatenkavallerie unter Nathan Bedford Forrest am 12. April 1864 eine große Zahl gefangengenommener afroamerikanischer Soldaten hinrichtete.

### Einsatz in den konföderierten Streitkräften
Die Armee der Südstaaten stellte gegen Kriegsende „farbige“ Baukolonnen aus Sklaven auf, denen man für ihren Einsatz die Freiheit versprach. Überlegungen zur Aufstellung echter Kampftruppen wurden in den Südstaaten gegen Ende des Bürgerkriegs trotz heftiger Widersprüche aufgrund der militärischen Unterlegenheit diskutiert und im Gesetz Negro Soldier Bill ermöglicht. Die Kapitulation stand jedoch unmittelbar bevor, so dass es kaum mehr angewandt wurde.
Paradoxerweise waren es die Südstaaten, die 1861 mit der 1st Louisiana Native Guard die erste Einheit des Bürgerkriegs mit schwarzen Kompanieoffizieren aufstellte; diese besaßen jedoch nur Milizstatus und galten Berufssoldaten gegenüber als nicht ebenbürtig. Die aus freien Afroamerikanern rekrutierte Truppe blieb eine exotische Ausnahme und trat 1862 teilweise auf die Seite der Nordstaaten über.

## Von den Indianerkriegen zu den Weltkriegen
Nach dem Ende des Sezessionskriegs wurde die Armee weitgehend demobilisiert und die verbleibenden Teile neu strukturiert. Ein Teil der afroamerikanischen Regimenter wurde neu zusammengestellt. Das 9. und 10. US-Kavallerieregiment wurden ab 1867 in Fort Davis, Texas stationiert, wo sie etwa die Hälfte der Garnison ausmachten. Sie sicherten die Handelswege im Südwesten der Vereinigten Staaten und kämpften in den Indianerkriegen bis 1890. 1869 wurden vier schwarze Infanterie-Regimenter zum 24. und 25. Infanterieregiment zusammengefasst. Auch sie wurden für rund zehn Jahre in Texas stationiert, dienten dem Schutz der Grenze mit Mexiko und wurden in den Indianerkriegen eingesetzt.
Nach dem Ende der Indianerkriege kamen sie im Spanisch-Amerikanischen Krieg (1898) und bei der anschließenden Invasion der Philippinen (1898–1902) zum Einsatz. Die 10. Kavallerie kämpfte auf Kuba an der Seite der „Rough Riders“ des späteren Präsidenten Theodore Roosevelt. Nach der Rückkehr wurde das 9. Kavallerie-Regiment im Presidio von San Francisco stationiert und war bis zur Gründung des National Park Service 1916 für die Kontrolle der ersten Nationalparks in der kalifornischen Sierra Nevada, Yosemite und Sequoia und General Grant zuständig. Unter General John Pershing wurden die 9. und 10. Kavallerie und die 24. Infanterie 1916 wieder gemeinsam eingesetzt und nach Mexiko entsandt, um an der Strafexpedition gegen Pancho Villa teilzunehmen. Im Zweiten Weltkrieg wurden die beiden Kavallerieregimenter aufgelöst. Ihre Angehörigen wurden vorwiegend Versorgungseinheiten zugeteilt, die nicht unmittelbar am Kampfgeschehen beteiligt waren. Die 24. und 25. Infanterie wurden im Pazifikkrieg eingesetzt. Die 25. Infanterie wurde nach Kriegsende 1946 demobilisiert und aufgelöst. Andererseits wurden ab 1941 im Umfeld der prominentesten Universität für Schwarze, der Tuskegee University in Tuskegee, Alabama, die Tuskegee Airmen ausgebildet, rund 1000 schwarze Piloten, die an allen Fronten des Zweiten Weltkriegs eingesetzt wurden.

## Diskriminierung und Kampf um Gleichberechtigung
Gerade in der Zeit nach dem Bürgerkrieg bildete der Dienst in den Streitkräften für viele Schwarze die Möglichkeit eines sozialen Aufstiegs. Der Aufstieg in die Offiziersränge war indes selten. Die Gründe waren vielfältig. Im 19. Jahrhundert erschwerten oft noch dem rassistischen Schulsystem geschuldete Bildungsdefizite vieler Schwarzer eine erfolgreiche Militärkarriere. Häufig aber behinderten rassistische weiße Vorgesetzte den Aufstieg schwarzer Soldaten in das exklusive Offizierskorps. Erst seit dem Ersten Weltkrieg gelangten Afroamerikaner vermehrt auch in Ränge oberhalb der Kompanieebene.
Beispielhaft für die Widrigkeiten, denen schwarze Offiziere innerhalb der Streitkräfte anfangs ausgesetzt waren, ist der Fall Henry Ossian Flippers (1856–1940). Flipper war der erste Schwarze, der an der elitären US-Militärakademie in West Point die Ausbildung zum Offizier erfolgreich abschloss. Infolge einer Intrige seines rassistischen Kommandeurs wurde er 1881 unehrenhaft aus dem Militärdienst entlassen. Ihm gegenüber steht der Aufstieg Charles Youngs (1864–1922) bis zum ersten schwarzen Obristen der US-Army im Jahr 1918; die Beförderung zum Brigadegeneral scheiterte indes wohl ebenfalls an Vorurteilen innerhalb der militärischen Führungsriege. In der United States Navy sollte erst 50 Jahre später, im Jahr 1966, dem Militärgeistlichen Thomas David Parham (1920–2007) mit der Beförderung zum Kapitän zur See eine vergleichbare Karriere gelingen.
Bevor sich ihre Lage ab Mitte des 20. Jahrhunderts allmählich besserte, sahen sich schwarze Soldaten auch außerhalb der Streitkräfte massiven Diskriminierungen ausgesetzt. Uniformierte Schwarze, ob einzeln oder in Gruppen, wurden wiederholt Opfer von Ausschreitungen rassistischer Zivilisten. Als exemplarisch dafür können Pogrome in drei Städten des US-Bundesstaates Texas gelten: 1899 in Rio Grande City (Fort Ringgold Aufstand), 1906 in Brownsville (Brownsville Affäre) und 1917 in Houston (Houston Aufstand von 1917). Landesweite Empörung provozierte die Misshandlung des uniformierten US-Army-Sergeanten Isaac Woodard, den 1946 weiße Polizisten in South Carolina bis zur Erblindung misshandelt hatten. Sein Fall führte zu einer landesweiten Debatte über die Diskriminierung der schwarzen US-Soldaten.

## Aufstieg in Generalität und Admiralität
Seit dem Zweiten Weltkrieg fassten schwarze Offiziere auch in den Generalsrängen Fuß. 1940 wurde Benjamin O. (Oliver) Davis, Sr. (1877–1970) der erste schwarze US-Brigadegeneral; sein Sohn Benjamin O. (Oliver) Davis, Jr. (1912–2002) erlangte 1954 als erster Schwarzer den Rang eines Brigadegenerals der US-Luftwaffe. In der US-Navy gelang Vergleichbares erst im Jahr 1971 mit der Beförderung von Samuel Lee Gravely, Jr. (1922–2004) zum Konteradmiral; der Seeoffizier war schon 1961 der erste schwarze Kommandant eines US-Kriegsschiffes gewesen. Als letzte Teilstreitkraft zog das United States Marine Corps nach, als Frank E. Petersen (* 1932) 1979 zum Brigadegeneral und 1986 zum Generalleutnant aufstieg.
Zum ersten schwarzen General stieg 1975 der US-Luftwaffenoffizier Daniel „Chappie“ James Jr. (1920–1978) auf; die US-Army zog 1982 mit der Beförderung von Roscoe Robinson Jr. (1928–1993) nach. Wieder folgte die US-Navy mit bemerkenswerter Verspätung: Erst 1996 gelangte mit J. (Joseph) Paul Reason (* 1941) ein Schwarzer in den Rang eines Full Admiral. Im Marine Corps steht die Beförderung eines Afro-Amerikaners zum Full General bis heute aus.
Mit Colin Powell versah zwischen 1989 und 1993 der erste schwarze Generalinspekteur der US-Streitkräfte (Chairman of the Joint Chiefs of Staff) seinen Dienst.

## Das Ende der Rassentrennung in den Streitkräften
Im Juni 1941 wurde per Präsidentenerlass die Rassendiskriminierung, nicht aber die Rassentrennung, in allen US-Regierungsbehörden verboten. Damit stand Schwarzen das US Marine Corps offen, das bis dahin als einzige Teilstreitkraft Weißen vorbehalten war. Gleichzeitig wurde bei den United States Army Air Forces mit der Ausbildung afroamerikanischer Piloten begonnen.
Vermutlich auch unter dem Eindruck des Isaac-Woodard-Skandals (siehe oben) verfügte im Juli 1948 US-Präsident Harry S. Truman per Executive Order 9981 die Aufhebung der Rassentrennung (Segregation) in den US-Streitkräften. Die schwarzen Truppenteile wurden schrittweise aufgelöst, das Personal auf andere Militäreinheiten verteilt.
Die letzte rein schwarze Formation war bis zu seiner Auflösung im November 1954 das 94. Pionierbataillon. Der letzte lebende Soldat aus der Epoche der Buffalo Soldiers war Mark Matthews. Er wurde am 7. August 1894 geboren und trat im Alter von 16 Jahren der Kavallerie bei. Er starb am 6. September 2005 in Washington DC und wurde auf dem Nationalfriedhof Arlington beigesetzt.
Die Rolle der Buffalo Soldiers und speziell die von Captain Charles Young wurde 2013 gewürdigt, als Präsident Barack Obama das Charles Young Buffalo Soldiers National Monument in Ohio einrichtete.

## Darstellung in den Medien
- Der Spielfilm Glory handelt vom 54. Massachusetts Infanterieregiment, einem „Farbigenregiment“.
- Die Spielfilme Die Ehre zu fliegen und Red Tails handeln von der 99th Pursuit Squadron und der 332d Fighter Group, die sich aus den Tuskegee Airmen[9] rekrutierten. Sie wurden ausschließlich aus schwarzen Piloten gebildet. Die Einheiten verloren bei 179 Einsätzen nur 25 der Bomber, die sie beschützten, durch gegnerische Jagdflugzeuge.[10]
- Der Spielfilm Buffalo Soldiers ’44 – Das Wunder von St. Anna handelt von vier Buffalo Soldiers einer US-amerikanischen Infanteriekompanie während des Zweiten Weltkriegs in Italien, die einen italienischen Jungen retten. Neben der Rassenproblematik wird im Film Bezug auf Verbrechen der deutschen Wehrmacht an italienischen Zivilisten genommen.
- Der Spielfilm Der schwarze Sergeant (1960) ist ein Gerichtsdrama von John Ford, in dem ein schwarzer Kavalleriesoldat des Mordes an einer weißen Frau beschuldigt wird und sich als unschuldig und militärischer Held herausstellt.
- Der Song Buffalo Soldier, gemeinsam geschrieben von Bob Marley und King Sporty, erschien auf dem Album Confrontation 1983. Der US-amerikanische Aktivist Dick Gregory äußerte bereits 1979 Kritik an der Darstellung Marleys, mutmaßlich anhand eines 1978 aufgenommenen Demo-Tape.[11] Das Lied hat viel Interesse und Forschung geweckt und zur differenzierten Aufarbeitung beigetragen.[12]
- Die US-amerikanische Sängerin Beyoncé hat im Juni 2025 aufgrund eines Buffalo-Soldier-Shirts bei einem Konzert in Paris eine Kontroverse ausgelöst; ihr wurde unter anderem Verherrlichung kolonialer Gewalt vorgeworfen.[13]